# Inkom
Inkom est une ville américaine située dans le comté de Bannock en Idaho. La ville doit son nom à une formation rocheuse située à proximité, Inkom étant une déformation de eggakabni (« structure rouge ») ou ingacom (« lapin rouge ») en shoshone,.

## Démographie
| 1950 | 1960 | 1970 | 1980 | 1990 | 2000 |
| ---- | ---- | ---- | ---- | ---- | ---- |
| 434  | 528  | 522  | 830  | 769  | 738  |

| 2010 | - | - | - | - | - |
| ---- | - | - | - | - | - |
| 854  | - | - | - | - | - |

Selon le recensement de 2010, Inkom compte 854 habitants. Incorporée en 1946, la municipalité s'étend sur 0,74 mille carré (1,92 km2).